# Эд Белоногий
Эд Белоногий (также Аэд мак Кинаэда; гэльск. Áed mac Cináeda, англ. Áed, лат. Ethus; около 840 — 878) — король Альбы (Шотландии) с 876 или 877 года.
Младший сын короля Кеннета I, он наследовал своему брату Константину I, но вскоре был убит узурпатором Гириком, захватившим трон.
Эд был родоначальником младшей ветви династии Макальпинов, представители которой почти до конца X века попеременно правили Шотландией с представителями старшей линии, идущей от его старшего брата Константина I.

## Биография

### Правление
Основным шотландским источником для биографии первых королей Шотландии является «Хроника королей Альбы» («Шотландская хроника»). Она сохранилась в рукописи XIV века, известной как «Манускрипт Попплетона», и описывает события, относящиеся к правлению первых королей скотов от Кеннета I до Кеннета II (умер в 995). Первоначально это был просто список королей с датами правления, но в X веке к нему были добавлены детали правления.
Эд был сыном короля Кеннета I и происходил из династии, которая позже получила название Макальпинов. О матери Эда ничего неизвестно. Хотя существует версия, что она была пиктской принцессой (возможно, дочерью Вурада, короля пиктов в 839—842 годах), однако никаких документальных доказательств данной гипотезы не существует. Вероятно Эд был вторым из выживших сыновей Кеннета I; также у него известен старший брат Константин I, а также минимум две сестры.
Эд родился около 840 года. Король Константин I, старший брат Эда, погиб в одной из битв против вторгшихся данов в 876 или 877 году. Хотя у него остался сын (будущий король Дональд II), Константину наследовал не он, а Эд. О его правлении практически ничего неизвестно. Как и его брат он назван в «Анналах Ульстера» королём пиктов. Согласно этому источнику, Эд был убит в 878 году его соратником. В «Хронике королей Альбы» уточняется, что Эд погиб в Нруриме. Хронист XV века Эндрю Уинтонский в «Изначальной хронике Шотландии» сообщал, что Эд был убит своим преемником Гириком. Происхождение Гирика точно не установлено. Некоторые исследователи выдвигали гипотезу, что Гирик был сыном короля Дональда I, однако его отцом называется Дунгал, а не Дональд. Гирик владел землями между реками Спэй и Ди. Он убил Эда в битве при Стрэзеллене, после чего был правителем Шотландии в течение восемнадцати лет.
Эд был похоронен или в королевской усыпальнице на острове Айона, или у Девичьего камня в Абердиншире.
Эд оставил двух сыновей и стал родоначальником младшей линии рода Макальпинов, представители которой до конца X века занимали трон Альбы (Шотландии) попеременно с представителями старшей линии, идущей от старшего брата Эда Константина I. Данная ветвь угасла после смерти Константина III в 997 году.

### Семья
Имя жены Эда неизвестно. Дети:
- Константин II (умер в 952), король Альбы (Шотландии) (900—943)[11].
- Дональд II (умер в 934), король Стратклайда с 908/916 года[11].

## Комментарии
1. ↑  Данная гипотеза основана на попытках обосновать завоевание Пиктии Кеннетом I, поскольку у пиктов наследование велось по женской линии[5].
2. ↑  Точное местонахождение Нрурима не установлено.